# Robert Knolles
Robert Knowles, Robert Knolles ou Robert ou Robin Kanolle (1325-1407) est un chef militaire anglais qui fut l'un des grands capitaines de la guerre de Succession de Bretagne et du début de la guerre de Cent Ans.

## Biographie

### Les débuts
Né dans le Cheshire, Robert Knowles fait ses premières armes sur le continent à l'occasion de la guerre de Succession de Bretagne, prenant parti pour le duc Jean IV contre le prétendant Charles de Blois que favorise le roi de France. En 1351, il participe au Combat des Trente au cours duquel il est vaincu et capturé. 
Libéré contre rançon, il réussit en 1355 à s'emparer du château de l'île d'Yeu. Au printemps 1356, il seconde Henri de Lancastre, lors de sa chevauchée à travers la Normandie pour rejoindre le Prince Noir en Poitou. L'ost du roi de France Jean II les fait cependant reculer. Knowles parvient tout de même, avec sa troupe, à prendre Domfront.

### Après Poitiers, au service de Charles II de Navarre
Après la bataille de Poitiers (1356), il met ses hommes, environ mille Anglo-Gascons, au service de Charles II de Navarre lors de sa tentative de prise du pouvoir en 1358. Il s'empare de Châteauneuf et ravage la vallée de la Loire. Puis, suivant le chemin du sel entre Loire et Yonne, il prend à la fin de 1358 le château de Malicorne-en-Gâtinais. Il ne l'a pas sitôt pris qu'il doit repousser Arnaud de Cervole et ses 2 000 hommes, que Charles V avait recrutés. Cervole vient de visiter le pape en Avignon et, passant par la sente des Bourguignons, doit rejoindre le roi à Meaux avec ses troupes. Dans les environs de Saint-Sauveur-en-Puisaye, il apprend la présence de Knowles à Malicorne et décide de l'attaquer. Mais, malgré les renforts des habitants des villages voisins, plusieurs assauts n'ont pas raison de la pugnacité de Knowles et Cervole doit repartir sur une défaite.
Il fait de Malicorne son quartier général et s'en sert comme base pour piller les environs, prenant plusieurs châteaux : la Motte-Chanlay au ferrier de Tannerre, qui permet de rançonner les voyageurs en route vers Paris et qu’il laisse sous la garde de son lieutenant Dauquin de Halton ; Régennes, château des évêques d’Auxerre, qui contrôle la navigation sur l'Yonne et qu’il laisse sous la garde de Jean de Dalton. Il pousse une pointe jusqu'à Auxerre en janvier 1359, mais est repoussé. Revenant à Malicorne, il se concerte avec le capitaine navarrais de Ligny-le-Châtel et d'autres capitaines retranchés dans les environs de Troyes. Entretemps la population auxerroise, toute à son succès, fait l’erreur de renvoyer les troupes des gentilshommes qui l'ont défendue, ce qui permet à Knowles et à ses alliés de prendre Auxerre le 10 mars 1359. Pour cet exploit, il est fait chevalier. Malicorne ne suffisant pas à contenir tout son riche butin, il doit en déposer une partie à Châteauneuf-Val-de-Bargis. 
Cette année 1359, Robert Knowles prend Cusset puis assiège Saint-Pourçain. Mais il doit fuir devant l’armée des nobles bourbonnais, auvergnats et foréziens. Cette période lui gagne sa réputation de personnage cruel et sans scrupule.
Plus tard dans l'année, le connétable Robert de Fienne vient à Auxerre négocier avec les Anglo-gascons. À la demande des Auxerrois, il obtient des Anglais, contre de larges quantités de vin, le libre passage par le pertuis de Régennes des bateaux chargés de vin et autres marchandises. Selon cet accord, les Anglais détruiront la Motte Chanlay à Tannerre, Ligny-le-Château, Malicorne et Régennes à leur départ de ces places fortes ; en contrepartie ils s'engagent à ne prendre aucune ville, château ni place forte pendant un an et à ne pas faire la guerre aux lieux rançonnés.

### 1360-1370
Le 24 octobre 1360, le traité de Brétigny (signé le 8 mai) est ratifié, ce qui oblige Robert Knowles à quitter les lieux. Ce qu'il fait de fort mauvais gré car les Auxerrois lui doivent toujours la rançon de 40 000 florins qu'ils lui ont promise en échange de la sauvegarde de leur cité.  Ni le roi Jean ni Édouard III d'Angleterre ne daignent le soutenir dans ses efforts pour mettre la main sur ce pactole. Fort fâché, il quitte Malicorne-sur-Sarthe après avoir détruit village et château, ainsi que tout ce qui était à portée de sa main aux alentours. Cinq cents ans plus tard, l'église de Malicorne portait encore la marque de son passage, gravée à la pointe dans un de ses murs.
Knowles retourne en Bretagne et assiste à nouveau Jean IV dans sa lutte pour la possession du duché. Il s'empare de Ménétréol-sous-Sancerre en 1361 mais échoue devant Sancerre. En septembre 1364, il participe à la bataille d'Auray au cours de laquelle Charles de Blois est tué et Bertrand Du Guesclin capturé.
En 1367, il accompagne en Castille le Prince Noir et John Chandos, partis au secours de Don Pèdre le Cruel. Ils y remportent la bataille de Najera contre Henri de Trastamare, soutenu par  Bertrand Du Guesclin, qui est de nouveau capturé. En 1369, il assiste le Prince Noir, malade, en Aquitaine. En 1370, la guerre contre la France reprend. Édouard III le met à la tête d'une armée. En juillet, il débarque à Calais avec 3 000 hommes dans le but de mener une nouvelle chevauchée afin de forcer le roi Charles V à accepter les termes du traité de Brétigny-Calais. Comme dans toute chevauchée, Robert Knowles pratique alors un pillage méthodique. Il attaque sans succès Arras, Reims, Troyes puis revient vers Paris qu'il assiège et dont quelques faubourgs éloignés sont incendiés. Charles V, fortement marqué par la défaite de Poitiers où son père avait été fait prisonnier, applique une stratégie de refus de la bataille en s'enfermant derrière les murailles de Paris.
Robert Knowles, malgré sa grande expérience, voit alors son autorité contestée par ses lieutenants, qui, issus de haute noblesse, acceptent mal d'être commandés par un capitaine de basse extraction. Son armée se décompose alors en plusieurs bandes, ce qui permet à du Guesclin de lui infliger des défaites à Pontvallain et en Champagne (1371-1372).
Knolles retourne alors en Bretagne où il fait face à la mutinerie de certains de ses hommes, fatigués de se battre pour un maigre butin. Il abandonne alors la partie et se réfugie dans son château de Derval que lui avait offert Jean IV et qu’il avait lui-même pris de force à la Maison de Rougé.

### Fin de carrière
En 1373, Knolles sort de sa retraite pour aider Jean IV, de nouveau en lutte contre Charles V. Le temps des victoires est cependant passé. Du Guesclin parvient à conquérir une grande partie du duché et Knowles doit rentrer en Angleterre. En 1377, il est l'un des commandants de la flotte envoyée contre les Espagnols. En 1380, sous les ordres de Thomas de Gloucester, comte d'Essex et de Buckingham, il reprend cependant pied en Bretagne et aide Jean IV à reconquérir son duché. En 1381, à la demande du nouveau roi Richard II, il sort à nouveau de sa retraite pour mater la révolte des paysans menée par Wat Tyler et John Ball.
Robert Knowles a dédié une partie de son immense fortune à des œuvres de charité : construction d'un collège et d'une aumônerie à Pontefract, fondation d'un hôpital anglais à Rome, restauration des églises de Sculthorpe et de Harpley.
Il meurt à Sculthorpe dans le Norfolk le 15 août 1407.